# Aurore Kichenin
Aurore Kichenin, née le 28 janvier 1995 à Clamart (Hauts-de-Seine), est une reine de beauté, peintre et dessinatrice française. Elle a été élue Miss Montpellier 2016, Miss Languedoc-Roussillon 2016, puis première dauphine de Miss France 2017. En novembre 2017, elle participe au concours de Miss Monde 2017, où elle se classe dans le top 5.

## Biographie

### Famille et jeunesse
Aurore Kichenin naît le 28 janvier 1995 à Clamart dans le département des Hauts-de-Seine puis réside à Jacou, près de Montpellier. Elle possède des origines réunionnaises (malbaraise = indiennes) par son père, et polonaises par sa mère.
En 2016, elle obtient un BTS Tourisme au Lycée hôtelier Georges-Frêche de Montpellier. Durant sa préparation à l’élection de Miss France 2017, elle poursuit sa formation avec une 3e année d’études en licence de Langues étrangères appliquées, où elle se spécialise en portugais. Elle réside alors à Castelnau-le-Lez, entre Jacou et Montpellier.
Aurore devient rapidement célèbre pour ses stories comédies sur Instagram avec sa compatriote Lena Stachurski, ancienne gagnante de Miss Languedoc en 2015.

### Élection de Miss France 2017
Le 6 août 2016, elle est couronnée Miss Languedoc-Roussillon 2016, à Carnon.
Le 17 décembre 2016, elle est sacrée 1re dauphine de Miss France 2017 Alicia Aylies à l'Arena de Montpellier, avec 26,16% des votes. Elle réalise le meilleur classement de la région Languedoc-Roussillon au concours depuis 2011.

### Élection de Miss Monde 2017
Le 5 août 2017, lors de la soirée de l'élection de Miss Languedoc-Roussillon 2017, Aurore Kichenin est désignée par Sylvie Tellier et le comité Miss France pour représenter la France lors de la 67e édition du concours Miss Monde,, dont la finale se déroule le 18 novembre 2017 à Sanya en Chine.
Durant le concours qui se compose de plusieurs compétitions amenant à un classement final, elle ne parvient pas à se classer lors des épreuves sportive  et artistique, mais intègre le Top 30 de l'épreuve Top Model parmi les 118 candidates au total. Le 12 novembre 2017, Aurore Kichenin est annoncée officiellement parmi les 20 finalistes de l'épreuve Beauty with a Purpose portant sur le projet humanitaire de la candidate.
Elle termine dans le Top 5 de l'élection. C'est la meilleure performance française depuis Marine Lorphelin (élue 1re dauphine de Miss Monde 2013).

### Carrière artistique
En 2021, Aurore Kichenin ouvre un compte Instagram distinct dans lequel elle affiche ses dessins et peintures.

## Parcours
- Miss Palavas 2014, élue le 21 juillet 2014 à Palavas.
- 1re dauphine de Miss Languedoc 2014, élue en août 2014 à Carnon.
- Miss Montpellier 2016, élue le 11 juin 2016 à Montpellier.
- Miss Languedoc-Roussillon 2016, élue le 6 août 2016 à Carnon.
- 1re dauphine de Miss France 2017, élue le 17 décembre 2016 à Montpellier.
- Miss World France 2017, désignée le 5 août 2017 à Vias.
- Top 5 à Miss Monde 2017, le 18 novembre 2017 à Sanya.